# Královský slib
Královský slib je česká romantická filmová pohádka z roku 2001 režiséra Kryštofa Hanzlíka.
Natáčelo se na zámku Žleby, v tvrzi Cuknštejn a u Žárského rybníka.

## Příběh
Na bitevním poli si panovníci sousedních království slíbili, že své rody spojí. Čas se posouvá kupředu. Princ je plnoletý a nastal čas, aby se oženil s dcerou krále ze sousedního království. On se ale ještě nechce ženit. Více ho láka příroda. Stejně to vidí i princezna z druhého království. Král ale hodlá svatbu uskutečnit, a navíc ho opouští rádce Bohdan. Jeho dcera Dina se v přestrojení dostane do hradu a s princem uteče. Během cesty se princ do Diny zamiluje. Neuplyne dlouhá doba a oba dva jsou objeveni v lese. Král stále trvá na svém. Řešení nabídne princezna, a proto si může každý vzít toho, koho miluje, aniž by byl porušen královský slib.

## Obsazení
- Maroš Kramár jako král
- David Kraus jako princ
- Klára Issová jako princezna
- Lucie Vondráčková jako Dina
- Josef Somr jako magistr
- Jan Kraus jako šašek
- Martin Štěpánek jako vyslanec princezny
- Petr Pelzer jako Bohdan
- Gabriela Wilhelmová jako gardedáma
- Otmar Brancuzský jako hofmistr
- Josef Mádl jako učitel šermu
- Radek Škvor jako Vítek
- Zbyněk Fric jako posel
- Michal Dlouhý jako král Michal